# L'Aliéniste (série télévisée)
Pour les articles homonymes, voir L'Aliéniste (homonymie).
L'Aliéniste (The Alienist) est un feuilleton américain en dix-huit épisodes de 43 minutes basé sur le livre du même nom du romancier américain Caleb Carr et diffusé du 21 janvier 2018 au 26 mars 2018 sur la chaîne de télévision TNT aux États-Unis et sur Netflix à l'international, incluant le Canada et les pays francophones, depuis le 19 avril 2018.
En France, elle est diffusée depuis le 2 avril 2018 sur Polar+, la chaîne à péage de Canal+.
La suite du roman, The Angel of Darkness (en) a été adaptée et diffusée à partir du 26 juillet 2020 sur TNT.

## Synopsis
À New York à la fin du XIXe siècle, un spécialiste des maladies mentales, le Dr Laszlo Kreizler, tente avec l'aide d'un illustrateur appelé John Moore, et d'une femme travaillant dans la police, Sara Howard, de stopper un tueur en série qui assassine des personnes vivant dans la rue.

## Distribution

### Acteurs principaux
- Daniel Brühl (VF : Jochen Haegele) : Dr Laszlo Kreizler[6]
- Dakota Fanning (VF : Youna Noiret) : Sara Howard
- Luke Evans (VF : Boris Rehlinger) : John Moore[6]
- Brian Geraghty (VF : Yann Guillemot) : Theodore Roosevelt[7]
- Robert Wisdom (VF : Thierry Desroses) : Cyrus Montrose[8]
- Douglas Smith (VF : Emmanuel Garijo) : Sergent Marcus Isaacson[9]
- Matthew Shear (en) (VF : Sébastien Desjours) : Sergent Lucius Isaacson[10]
- David Gallagher :(VF : Adrien Antoine) Greg Hatch
- Q'orianka Kilcher : Mary Palmer[8]
- Matt Lintz (VF : Thomas Sagols) : Stevie Taggert[11]
- Ted Levine (VF : Féodor Atkine) : Thomas F. Byrnes[9]
- Martin McCreadie : Sergeant Doyle
- Brittany Marie Batchelder : Joanna Crawford

Photos des acteurs principaux
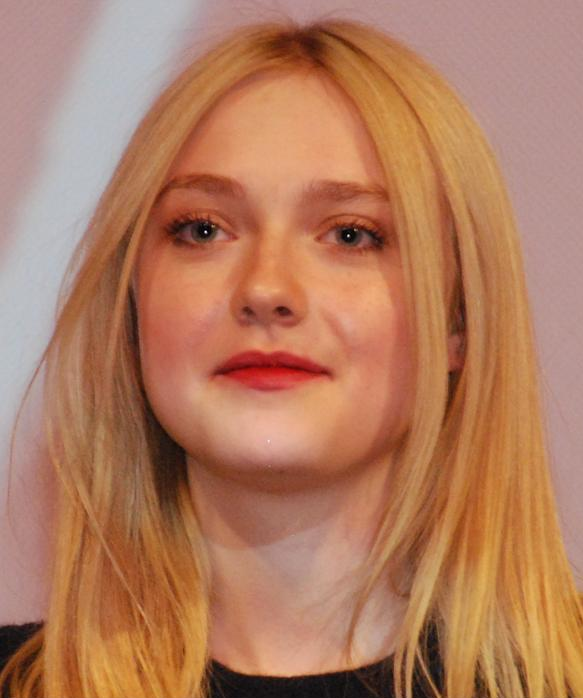
Dakota Fanning
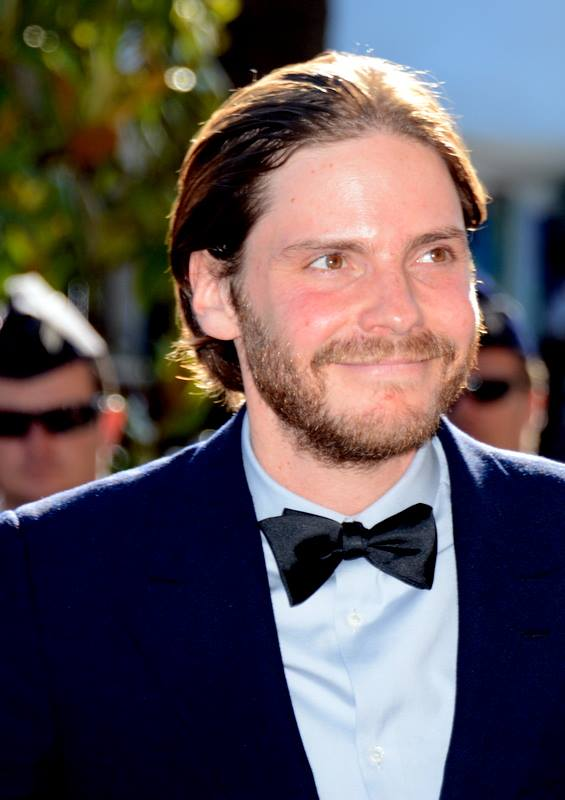
Daniel Brühl
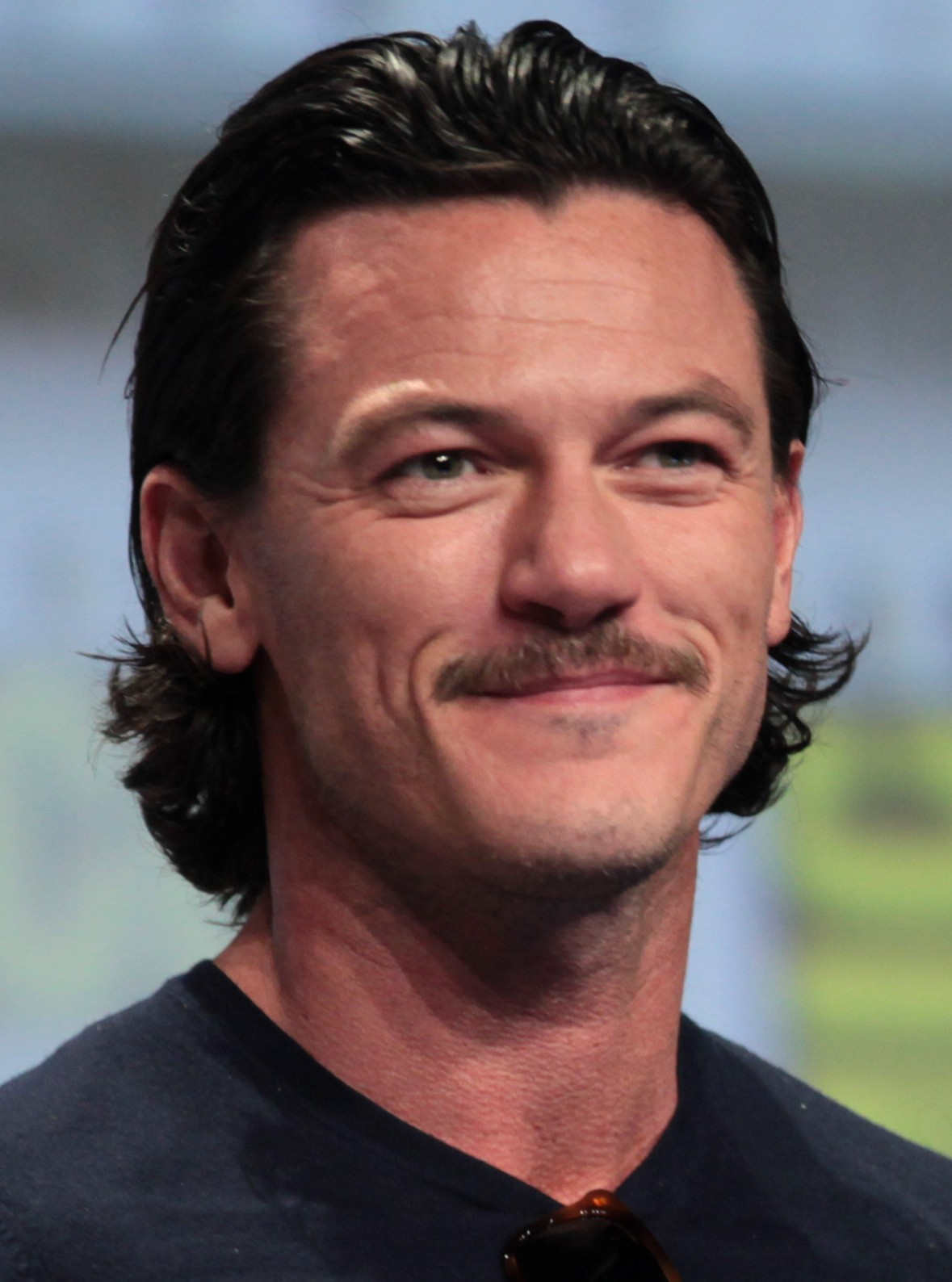
Luke Evans
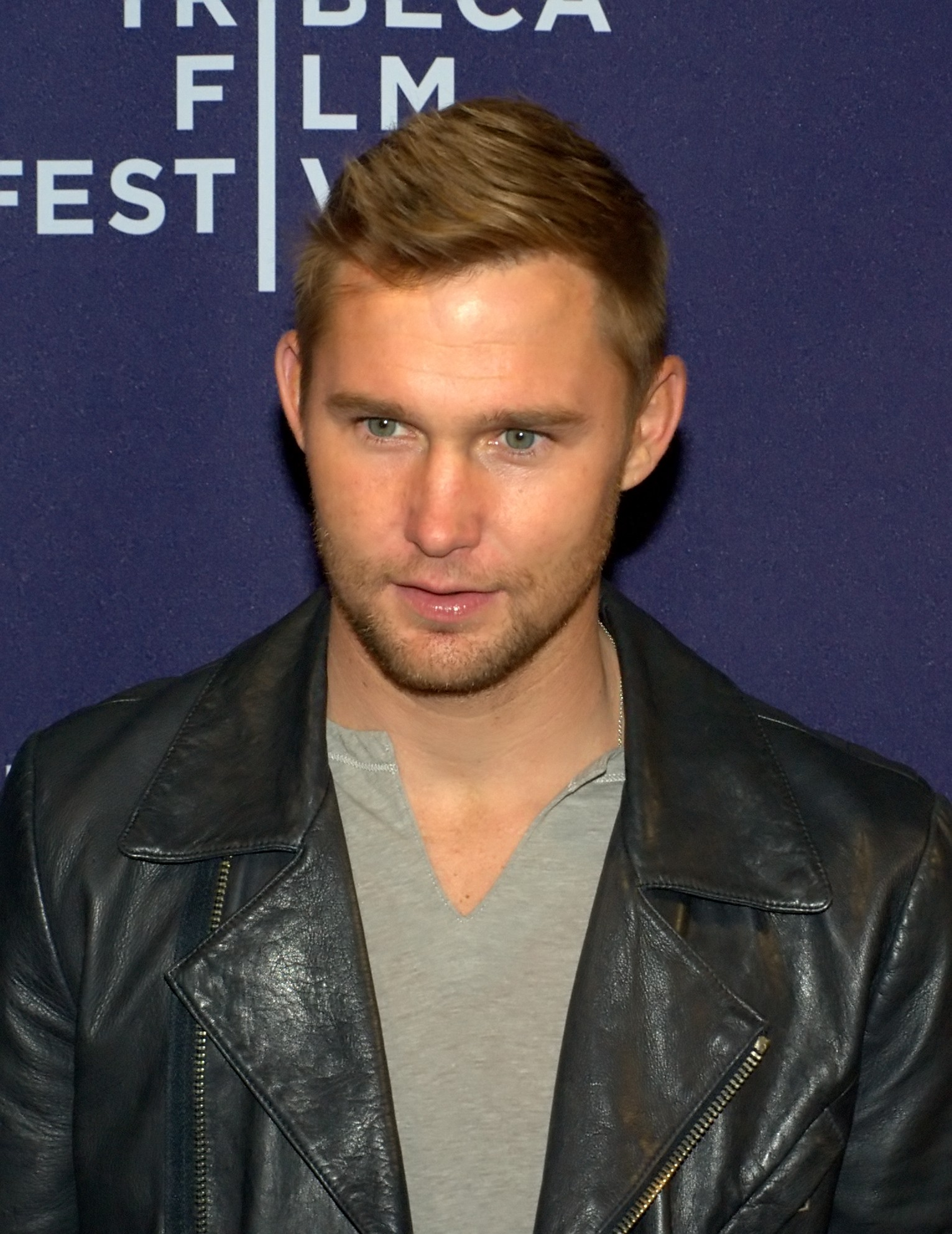
Brian Geraghty
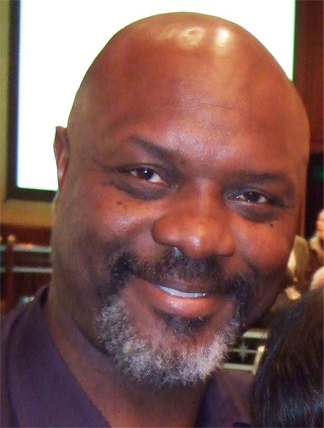
Robert Wisdom
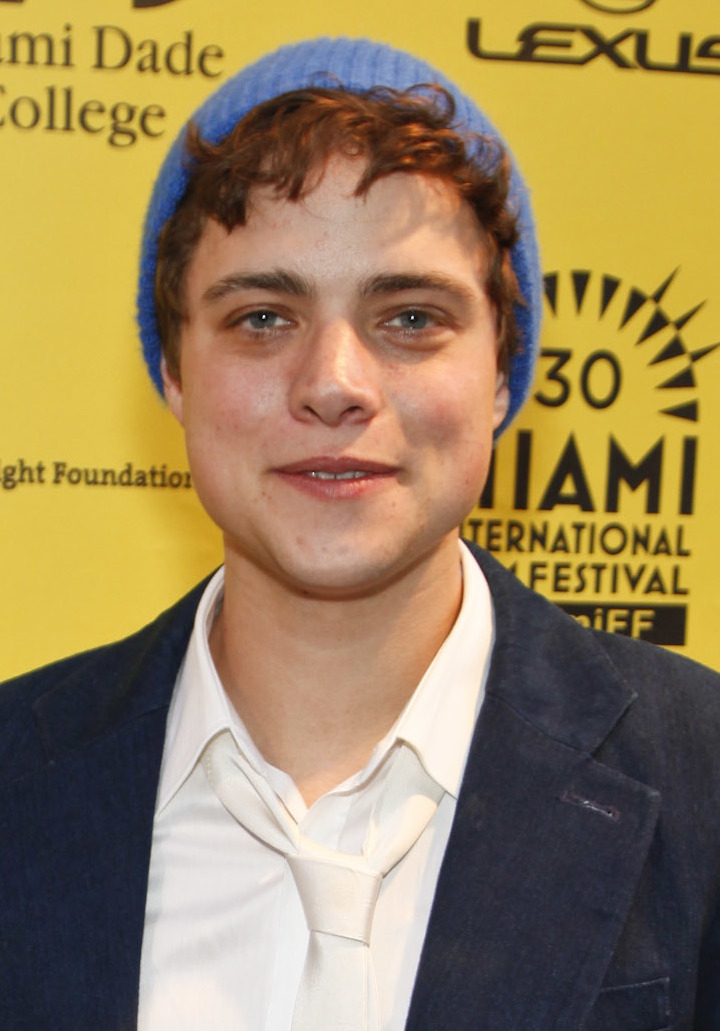
Douglas Smith
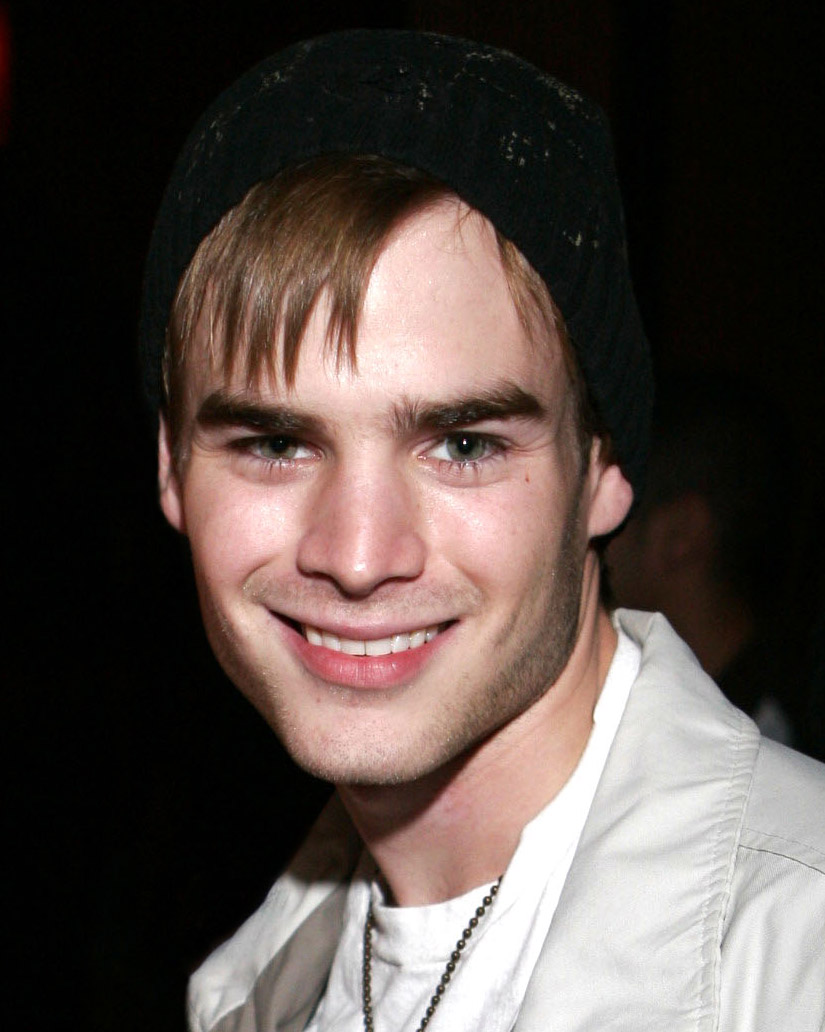
David Gallagher
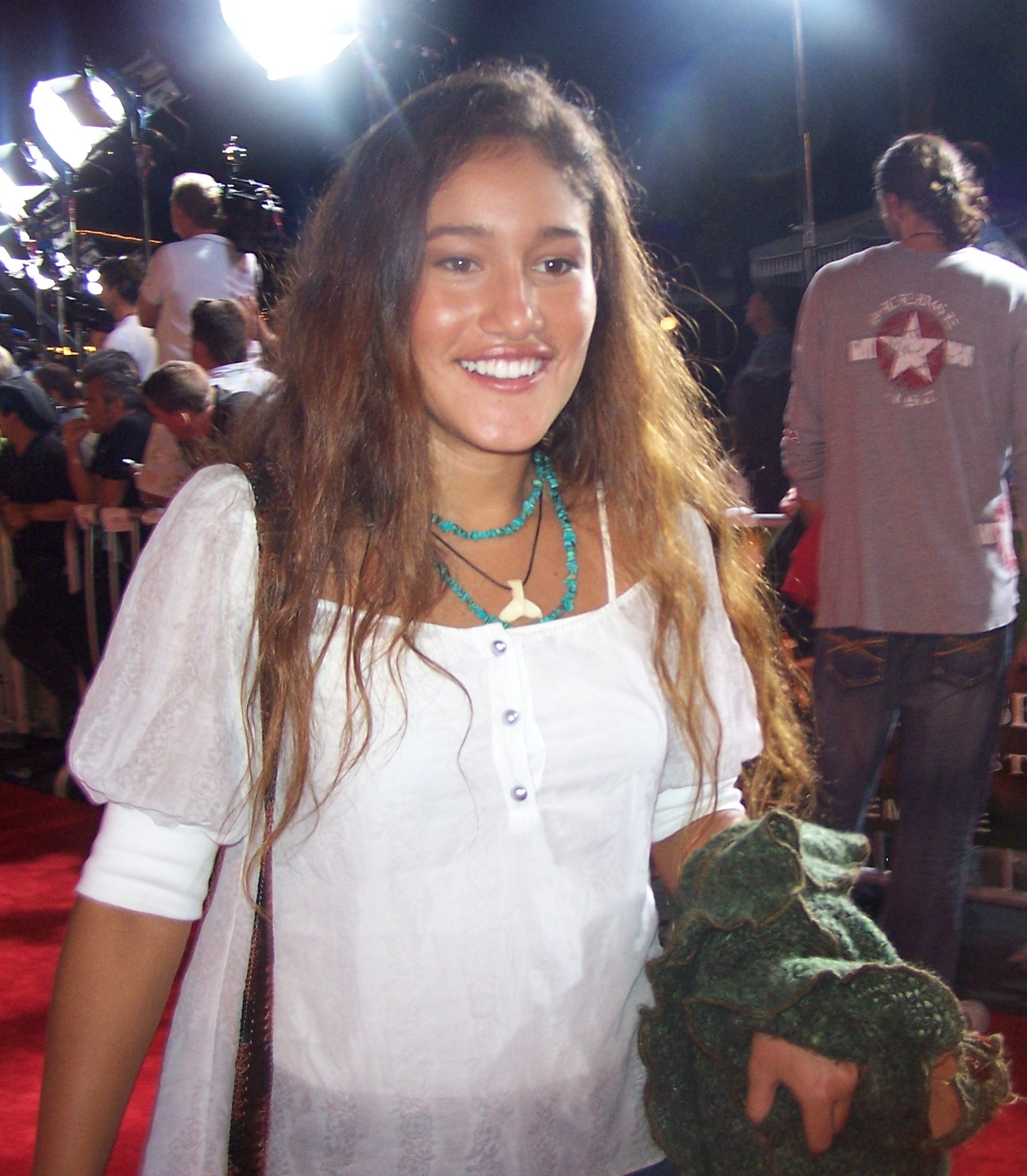
Q'orianka Kilcher

### Acteurs récurrents
- David Wilmot : le capitaine Connor[12] (Saison 1)
- Josef Altin : Silver Smile / Willem Van Bergen (Saison 1)
- Jackson Gann : Joseph[13] (Saison 1)
- Emanuela Postacchini : Flora (Saison 1)
- Jefferson White (VF : Stéphane Ronchewski) : Lincoln Steffens (Saison 1)
- Michael Ironside (VF : Achille Orsoni) : J.P. Morgan (Saison 1)
- Lily-Rose Aslandogdu : Alice Roosevelt (Saison 1)
- Sean Young : Mrs. Van Bergen (Saison 1)
- Antonio Magro : Paul Kelly (Saison 1)
- Bill Heck : John Beecham (Saison 1)
- Grace Zabriskie : la grand-mère de John (Saison 1)
- Eric Johnson : Captain Miller (Saison 1)
- Cassi Thomson : Eliza (Saison 1)
- David Meunier : Adam Dury  (Saison 1)
- Sean Bridgers : Sheriff Early (Saison 1)
- Tim Barlow (en) : Mr. Kreizler (Saison 1)
- Michael McElhatton :  Dr. Markoe (Saison 2)
- Rosy McEwen :  Libby Hatch (Saison 2)
- Bruna Cusí : Señora Isabella Linares (Saison 2)
- Diego Martín : Ambassador-General Narciso Linares (Saison 2)
- Frederick Schmidt : Goo Goo Knox (Saison 2)
- Alice Krige : Elizabeth Cady Stanton (Saison 2)
- James Faulkner : Cornelius Vanderbilt (Saison 2)
- Ed Birch : Dr. Clark Wissler (Saison 2)
- Hebe Beardsall : Martha Napp (Saison 2)
- Melanie Field : Bitsy Sussman (Saison 2)
- Emily Barber : Violet Hayward (Saison 2)
- Georgia Lowe : Milly (Saison 2)
- Matt Letscher : William Randolph Hearst (Saison 2)
- Heather Goldenhersh : Matron (Saison 2)
- Demetri Goritsas : Bernie Peterson (Saison 2)
- Liadan Dunlea : Colleen Ledwidge (Saison 2)
- Ryan Ellsworth : Richard Osgood (Saison 2)
- Elena Delia : Helen (Saison 2)

- Version française
  - Société de doublage : Dubbing Brothers[14]
  - Direction artistique : Laurent Dattas
  - Adaptation des dialogues : Laurence Duseyau - Aziza Hellal

 Source et légende : version française (VF) sur RS Doublage

## Production

### Fiche technique
- Titre original : The Alienist
- Titre français : L'Aliéniste
- Réalisation : Jakob Verbruggen, James Hawes, Paco Cabezas, David Petrarca et Jamie Payne (d'après L'Aliéniste de Caleb Carr)
- Scénario : Hossein Amini, E. Max Frye, Gina Gionfriddo, Cary Joji Fukunaga et John Sayles
- Décors : Adam Berces, Adam Polgar, Holly Thurman, Philip Murphy et Alice Baker
- Costumes : Michael Kaplan
- Musique : Rupert Gregson-Williams
- Pays d'origine :  États-Unis
- Langue originale : anglais
- Format d'image : couleur - 16/9 HD - son stéréo
- Genre : drame, historique, mystère
- Durée : 43 minutes
- Public : 
  - En France : déconseillé aux moins de 12 ans
  - Aux États-Unis : TV-MA (déconseillé aux moins de 17 ans)

## Épisodes

### Première saison (2018)
1. Le Garçon sur le pont (The Boy on the Bridge)
2. Une coopération salutaire (A Fruitful Partnership)
3. Sourire argenté (Silver Smile)
4. Ces pensées sanglantes (These Bloody Thoughts)
5. Étude de cas (Hildebrandt's Starling)
6. L'Ascension (Ascension)
7. Courber l'échine (Many Sainted Men)
8. Le Poids du passé (Psychopathia Sexualis)
9. Requiem (Requiem)
10. Le Château (Castle in the Sky)

### Deuxième saison (2020)
1. Ex Ore Infantium (Ex Ore Infantium)
2. Quelque chose de malfaisant (Something Wicked)
3. Labyrinthe (Labyrinth)
4. Cage dorée (Gilded Cage)
5. Dans le ventre de la bête (Belly of the Beast)
6. Memento Mori (Memento Mori)
7. Last Exit to Brooklyn (Last Exit to Brooklyn)
8. Ce que nous avons de meilleur (Better Angels)

## Audiences
| Épisodes | Audiences américaines (en millions) |
| -------- | ----------------------------------- |
| 1        | 2,09                                |
| 2        | 1,93                                |
| 3        | 1,64                                |
| 4        | 1,68                                |
| 5        | 1,59                                |
| 6        | 1,73                                |
| 7        | 1,65                                |
| 8        | 1,8                                 |
| 9        | 1,71                                |
| 10       | 1,84                                |